# Waller Peak
Der Waller Peak ist ein rund 700 m hoher Berg auf Südgeorgien im Südatlantik. Er ragt 2,75 km nordöstlich des Paulsen Peak auf und ist einer von zwei isolierten Gipfeln an der Westflanke des Lyell-Gletschers.
Der Berg diente dem 1. Bataillon des Royal Irish Regiment als Trainingsgelände. Zehn Mitgliedern dieses Regiments der British Army gelang am 18. Mai 1993 die Besteigung. Das UK Antarctic Place-Names Committee benannte ihn 1994 nach Stephen Archibald Waller (1969–1992), der als Regimentsangehöriger 1992 im Dienst in Nordirland gestorben war.